# Координаційний штаб з питань поводження з військовополоненими
Координаційний штаб з питань поводження з військовополоненими (КШППВ) — тимчасовий допоміжний орган Кабінету Міністрів України для координації діяльності різних органів влади, силових структур і громадських об'єднань.
Координаційний штаб утворений 11 березня 2022 року відповідно до постанови КМУ № 257, якою також затверджене Положенням про Координаційний штаб. Він координує діяльність з питань поводження з військовополоненими, яку здійснюють центральні та місцеві органи виконавчої влади, інші державні органи, органи місцевого самоврядування, військові формування, утворені відповідно до законів, правоохоронні органи та громадські об'єднання.

## Основні завдання Координаційного штабу
- сприяння здійсненню заходів, спрямованих на забезпечення виконання міжнародно-правових зобов'язань України з питань поводження з військовополоненими;
- сприяння координації діяльності центральних та місцевих органів виконавчої влади, інших органів, органів місцевого самоврядування, військових формувань, утворених відповідно до законів, правоохоронних органів та громадських об'єднань з питань поводження з військовополоненими;
- визначення шляхів і способів розв'язання проблемних питань щодо поводження з військовополоненими;
- поширення інформації про діяльність Координаційного штабу.

## Керівники Координаційного штабу
- з 11 березня 2022 року — Ірина Верещук, міністр з питань реінтеграції тимчасово окупованих територій[6]
- з 31 травня 2022 року — генерал-лейтент Кирило Буданов, начальник Головного управління розвідки Міністерства оборони України[7][4]
  - секретар штабу — бригадний генерал Дмитро Усов[8][9][10]

## Склад Координаційного штабу
Посадовий склад Координаційного штабу затверджується Кабінетом Міністрів України. Головою Координаційного штабу є начальник Головного управління розвідки Міністерства оборони України (до 28 травня — Міністр з питань реінтеграції тимчасово окупованих територій).
До складу КШ увійшли представники Міністерства оборони України, ГУР МО України, СБУ, Мінреінтеграції, Мін'юсту, Мінекономіки, МВС, МЗС, МОЗ, Національної поліції, Державної прикордонної служби України, Національної гвардії України, ЗС України, РНБО України.
Зокрема, заступник керівника Координаційного штабу — Андрій Юсов, керівник Секретаріату — Богдан Охріменко.

## Діяльність координаційного штабу
Постановою Кабінету Міністрів України від 28 травня 2022 р. № 633 внесені зміни в Положення про Координаційний штаб з питань поводження з військовополоненими, відповідно до яких головою і секретарем Штабу є Начальник та представник Головного управління розвідки Міноборони, відповідно.
7 липня 2022 року КШППВ оприлюднив дорожню карту дій родичів, якщо хтось із родичів, який зарахований до лав ЗС України (в тому числі ТрО), правоохоронних органів, пропав безвісти, потрапив у полон чи загинув.
15 листопада 2022 року  Міжнародний комітет Червоного Хреста  підтвердив домовленості забезпечити зв'язок-листування між військовополоненими та їхніми родинами, гарантоване статтею 71 Женевської конвенції про поводження з військовополоненими. Національне інформаційне бюро розробило правила написання кореспонденції для військовополонених. Станом на 15 листопада  до України передано майже 2000 листів від військовополонених.
Від 28 листопада 2022 року з'явилася можливість отримувати інформацію українською мовою від Робочої групи ООН з питань насильницьких або недобровільних зникнень.
11 січня 2023 року — презентація програми реабілітації повернених з полону, основна мета якої — створити комплексний підхід до реабілітації й лікування.
13-15 січня 2023 року — участь у переговорах омбудсменів України, Туреччина та Росії в Анкарі.
18 січня 2023 року уповноваженими з прав людини України і Росії напрацьовано офіційний канал комунікації — новий інструмент пошуку рідних та близьких, безвісти зниклих за особливих обставин.
19 січня 2023 року представлена відеоінструкція із заповнення опитувальника для звільнених військовослужбовців.
8 лютого 2023 року представлене нове програмне забезпечення — фінальний етап розробки інформаційної системи для спрощення роботи з родинами військовополонених та зниклих безвісти.
8 травня 2023 року представлений благодійний проєкт «Destroy the tank»: гармату російського танку Т-80БВМ, підбитого підрозділом ГУР МО «Кракен», порізали на кільця і перетворили на «ефектні сувеніри з гравіюванням», кошти від продажу яких направили «дітям, чиї матері перебувають у російському полоні».
16 червня 2023 року делегація Координаційного штабу обмінялася досвідом з фахівцями зі Сполучених Штатів Америки.
22 червня 2023 року презентували Концепцію створення системи відновлення осіб, які були позбавлені особистої свободи внаслідок збройної агресії Росії проти України.
7 липня 2023 року розпочата робота Особистого кабінету родича, за допомогою якого рідні військовополонених та зниклих безвісти зможуть отримувати інформацію про облікову категорію захисників, консультації та надавати додаткову інформацію онлайн. До цього Особистий кабінет функціонував у тестовому режимі. На Youtube розміщена покрокова інструкція користувача. У липні-вересні 2023 року випущені оновлені версії Особистого кабінету.
У вересні 2023 року розгорнуто навчально-мотиваційний проєкт «Люди майбутнього», мета якого — надати можливість дітям військовослужбовців, які залишилися без опіки батьків, поспілкуватися між собою і отримати позитивний життєвий досвід, відвідати інтерактивні заняття.
Разом із Державним центром зайнятості КШППВ удосконалює програму з відновлення та реінтеграції повернутих з російської неволі військовослужбовців та цивільних, допомагає пройти навчання та відкрити власний бізнес.
17 жовтня 2023 року представники Координаційного штабу взяли участь у Warsaw Human Dimension Conference 2023, де розповіли про катування та жорстоке поводження з військовополоненими.
24 жовтня 2023 року в КШППВ (м. Київ) розпочало роботу представництво Управління з питань осіб, зниклих безвісти за особливих обставин МВС.
Відповідно до нових  змін (від 27.02.2024) до Постанови Кабінету Міністрів України № 257 від 11 березня 2022 року, Координаційний штаб отримав нові повноваження: з'явилися юридичні підстави та можливості для роботи з родичами цивільних українців, яких незаконно позбавили особистої свободи, а також з рідними осіб, що зникли безвісти під час воєнних дій.
27 лютого 2024 року почала офіційну роботу інформаційна система Координаційного штабу.
27 березня 2024 року розпочато проєкт реабілітації для звільнених з російського полону військовослужбовців, ветеранів війни та військових із втратою здоров'я, а також їхніх родин, задля «зміцнення родинних зв'язків, відновлення взаєморозуміння, довіри, близькості та духовних цінностей». Проєкт із психологічної та духовної підтримки організований благодійним фондом «Мудра справа» та Патріаршим паломницьким центром УГКЦ.

### Регіональні консультаційні центри
12 листопада 2022 відбулося відкриття першого регіонального представництва Координаційного штабу — Консультаційного центру Південного регіону (м. Миколаїв — Миколаївська, Одеська, Херсонська, Кіровоградська області), фахівці якого пройшли навчання у Громадській приймальні при Координаційному штабі в Києві. 8 грудня 2022 року відкритий Консультаційний центр Центрального регіону (м. Вінниця — Вінницька, Житомирська, Чернівецька, Хмельницька та Черкаська області), 23 грудня 2022 — Консультаційний центр Східного регіону (м. Харків — Харківська, Полтавська, Луганська, Донецька, Дніпропетровська, Запорізька області), 14 березня 2023 — Регіональний центр Західного регіону (м. Львів).
Адреси Консультаційних центрів:
- Південного регіону — Миколаїв, вул. Нікольська, 37, ☎️ 0 800 200 202;
- Центрального регіону — Вінниця, вул. Театральна, 15, ☎️ 0 800 200 606;
- Східного регіону — Харків, вул. Космічна, 21, ☎️ 0 800 300 176;
- Західного регіону — Львів, вул. Коперника, 17 (Палац мистецтв, 2 поверх), ☎️ 0 800 300 541.

### Робота з родинами військовослужбовців
У складі Штабу працює консультаційна лінія — для юридичного, соціального та психологічного супроводу родин українських Захисників, що потрапили в полон або безвісно відсутні. 28 грудня 2022 року відкриті нові номери консультаційної лінії, які, на відміну від звичайних GSM-ліній, можуть приймати дзвінки в разі блекауту — дзвінки на лінію надходитимуть через інтернет за допомогою двох каналів, зокрема резервного через Starlink.
Координаційний штаб проводить регулярні зустрічі (у томі числі, онлайн-конференції) з родичами та близькими українських військовослужбовців, які потрапили в полон, зникли безвісті або загинули. До зустрічей залучаються представники офісу Уповноваженого з питань осіб, зниклих безвісти за особливих обставин, Уповноваженого з прав людини, Міністерства оборони України, Міністерства внутрішніх справ, Збройних Сил України, інших силових та правоохоронних структур, правових, юридичних, благодійних організацій тощо.
26 жовтня 2022 року КШППВ організував участь української делегації представників громадських організацій оборонців, які опинилися в російському полоні, зникли безвісти за особливих обставин чи загинули, у заходах 43-ї сесії Конгресу місцевих та регіональних влад Європи під егідою Ради Європи у Стразбурзі.
24 березня 2023 року звільнені з полону військовослужбовці, активісти громадських організацій та члени родин полонених виступили перед депутатами Європарламенту в Страсбурзі, де повідомили про систематичні порушення Росією норм міжнародного права та Женевських конвенцій щодо поводження з військовополоненими.

### Проєкт«Хочу жити»
«Хочу жити» (рос. Хочу жить) — проєкт Координаційного штабу з питань поводження з військовополоненими, створений у вересні 2022 року за підтримки Головного управління розвідки Міністерства оборони України.
|                                                                      | Особливістю проєкту є можливість «попередньої» здачі в полон для жителів росії, яких можуть мобілізувати, але які не хочуть воювати проти України. У випадку, якщо їх таки мобілізують та відправлять в Україну, українські спецслужби безпечно доправлять тих, хто здався в полон, в табір для військовополонених. |
| — До проєкту «Хочу жить» звернулися вже майже 10 тисяч осіб з росії, | |

### Проєкт «Хочу до своїх»
«Хочу до своїх» (рос. Хочу к своим) — проєкт Координаційного штабу з питань поводження з військовополоненими, створений у серпні 2024 року.
|                                                                             | (Це) пропозиція росіянам забрати колаборантів, засуджених за сприяння ворогові. Натомість до України повернуться наші люди, яких по багато місяців і навіть років утримують в російських в'язницях. |
| — "Хочу к своим" - новий механізм повернення українців з російської неволі, | |

## Обміни військовополоненими
Перший «повноцінний обмін» полоненими відбувся 24 березня 2022 року, під час якого звільнено 10 українських моряків з рятувального катера «Сапфір», яких 26 лютого направили на острів Зміїний.
За період 24 лютого — 3 листопада 2022 року з російського полону звільнили 1138 українців, серед яких четверо вважалися загиблими. Представники ЗСУ зазначають, що протягом щонайменше 14 днів звільнені з полону проходять заходи реінтеграція, зокрема, медичну та психологічну допомогу, відновлення документів тощо. За період з 24 лютого до 31 грудня 2022 року визволено 1596 осіб (військових і цивільних), у тому числі — 187 жінок. 31 грудня 2022 року відбувся 35-й обмін полоненими, підготовлений Координаційним штабом від початку широкомасштабного вторгнення. Серед звільнених 31 грудня —  двоє братів-близнюків, які потрапили в полон на Луганщині;  сержант, чий 12-річний син написав листа до Президента України, щоби допомогти звільнити батька, а також батько та син, які разом пішли служити до лав територіальної оборони; крім того, повернутий пітбультер'єр з «Азовсталі», раніше вивезений до Росії.
Станом на 2 березня 2023 з початку діяльності КШППВ відбулося 38 обмінів: звільнено 1863 особи (1756 військовослужбовців, 135 цивільних громадян), повернуто 1409 тіл загиблих воїнів. До Європейського суду з прав людини подано 120 позовів.
24 березня 2023 року Україна здійснила односторонню гуманітарну акцію — передала Росії всіх важкопоранених та важкохворих полонених окупантів, стан яких дозволяв транспортування.
Станом на 10 квітня 2023 року Україна повернула з полону 2105 осіб, на 16 квітня — 2235 осіб, на 7 травня — 2324 особи.
Станом на 25 травня 2023 року з полону повернуто 2430 осіб, з яких 139 цивільних.
21 червня 2023 року стало відомо, що в Угорщині перебувають 11 українців, захоплених у полон Росією та «за нез'ясованих обставин» переданих Угорщині. Того ж дня до України вдалося вивезти трьох військовослужбовців.
Станом на 7 серпня 2023 року, коли відбувся 48-й обмін, Україна повернула 2598 полонених і заручників (джерело — омбудсмен Дмитро Лубінець).
17 листопада 2023 року Міністерство з питань реінтеграції тимчасово окупованих територій України повідомило, що «за результатами [восьми засідань Комісії з питань встановлення факту позбавлення особистої свободи внаслідок збройної агресії проти України] встановлено факт позбавлення волі щодо 4337 осіб (3574 військових та 763 цивільних). З яких 1953 — звільнені з полону».
За словами омбудсмена Дмитра Любінця, після 49-го обміну, який відбувся 3 січня 2024 року, «нині вже 2828 захисників удома». За словами президента України, після 50-го обміну 31 січня 2024 року, загалом удалося повернути 3035 людей. Після 51-го обміну 8 лютого — 3135. Після 52-го обміну 31 травня — 3210 осіб, після 25 червня — 3300 (6 липня 2024 року Президент України повідомив, що після 53-го обміну повернуто 3310 осіб); після 58-го обміну (18.10.24) — повернулося 3767 українців; за 2024 рік — 1358.
На підсумковому засіданні Координаційного штабу повідомили про 11 обмінів за 2024 рік (1358 звільнених, «на 356 людей більше, ніж у 2023 році» — Кирило Буданов) та повернення «втричі більшої кількості тіл наших Захисників» (Андрій Юсов), про утворення Ради Координаційного штабу та процес створення громадської ради, про подовження термінів реабілітації та супроводу звільнених з російського полону. Відзначені успіхи окремих проєктів: «Люди майбутнього», «Хочу жить», «Хочу к своим», «Хочу найти». Зокрема, проєктом «Хочу найти» зареєстровано понад 50 тисяч запитів від російських родин про зниклих безвісти військовослужбовців.
15 січня 2025 року (після 60-го обміну-репатріації) з полону загалом звільнено 3981 осіб, 5 лютого 2025 року (після 61-го обміну) — 4131 особу.

23-25 травня 2025 року відбувся великий обмін 1000 на 1000, в результаті якого вдалося повернути з полону військовослужбовців із 46 частин, яких раніше жодного разу не було в списках на обмін; після цього, 63-65-го за рахунком, обміну, повідомили, що загалом в обмінах повернуто 5757 українців, ще 536 – повернуті поза обмінами.
| №  | Дата обміну       | Кількість повернутих людей | Цивільні | Офіцери | Сержанти (старшини), рядові (матроси)        | Примітки |
| -- | ----------------- | -------------------------- | -------- | ------- | -------------------------------------------- | --- |
|    | 2 вересня 2022    | 14                         |          | 1       |                                              | Згідно із заявою Коордштабу — це «черговий обмін», який відбувся у Донецькій області. Військові потрапили в полон навесні 2022 року. Сереж повернутих — військовий медік. |
|    | 21 вересня 2022   | 215                        | 2        | 124     | 89                                           | Медведчук був обміняний на 200 українських захисників. Зокрема, звільнені відомі командири підрозділів: Сергій Волинський, Святослав Паламар, Денис Прокопенко, Євгеній Бова, Лев Пашко, Денис Шлега, Олег Хоменко, автор фотографій з «Азовсталі» Дмитро Козацький, парамедик Катерина Поліщук та інші. |
|    | 11 жовтня 2022    | 32                         |          | 3       | 29                                           | Ворог повернув тіло загиблого воїна Дмитра Фіалки, громадянина Ізраїлю. |
|    | 13 жовтня 2022    | 20                         |          | 1       | 19                                           | Звільнені проходять службу, зокрема, у патрульному батальйоні ЗАЕС, 808-му понтонно-мостовому полку, 503-му окремому батальйоні морської піхоти, 56-й окремій мотопіхотній бригаді, 24-й, 53-й, 65-й та 92-й окремих механізованих бригадах, 46-й окремій десантно-штурмовій бригаді, у Силах ТрО. |
|    | 18 жовтня 2022    | 108                        | 26       |         |                                              | Серед звільнених жінок 37 раніше були евакуйовані з «Азовсталі». |
|    | 26 жовтня 2022    | 10                         |          | 1       |                                              | Передане тіло американського добровольця Джошуа Алана Джонса зі складу «Інтернаціонального легіону», що загинув 23 серпня 2022 року на Донеччині. |
|    | 29 жовтня 2022    | 52                         | 2        |         |                                              | Потрапили в полон на Донеччині (у тому числі, в Маріуполі), на Харківщині, у Бучі на Київщині, на острові Зміїний та на ЧАЕС. |
|    | 3 листопада 2022  | 107                        |          | 6       |                                              | 74 захисники «Азовсталі». |
|    | 11 листопада 2022 | 45                         |          | -       |                                              | Повернуто тіла двох загиблих. Серед військовослужбовців представники 58 омпбр, 53 омбр, 30 омбр, 93 омбр, 10 огшбр, 43 оабр, 10 омпб «Полісся», 1 обрспп ім. Івана Богуна. КШППВ повідомив, що повертаються переважно стрільці, бойові медики, водії та санітари. |
|    | 23 листопада 2022 | 36                         |          |         |                                              | 20 оборонців Маріуполя (в тому числі дев'ять евакуйованих з «Азовсталі»), а також 15 полонених із Запорізької АЕС. Підрозділи: 28 ОМБр, Донецький прикордонний загін, 1 ОБМП, 23 ОБрОГП, 36 ОБрМП, Керченський загін морської охорони, 12 БрОП, 9 ПОП, Навчальний центр прикордонної служби, 25 ОБрОГП. |
|    | 24 листопада 2022 | 50                         |          | 2       |                                              | 15 представників НГУ захоплені на ЧАЕС. Підрозділи: 79 ОДШБр, 1 ОБМП, 1 ОБООВДО, Ізмаїльський прикордонний загін, 95 ОДШБр, 55 ОАБр, 18 ОБ, 13 ОДШБ, 132 ОРБ, Донецький прикордонний загін, Луганський прикордонний загін, 16 ОБрАА, 35 ОБрМП, 9 ПОП, 36 ОБрМП, 88 ОБМП, 23 ОБрОГП, 109 ОБрТрО, 12 БрОП, Військовий госпіталь військово-медичного клінічного центру східного регіону, 503 ОБМП.                                                                                          |
|    | 26 листопада 2022 | 12                         | 3        | 2       |                                              | Захисники острова Зміїний, оборонці Маріуполя та «Азовсталі», узяті в полон на ЧАЕС, на Донеччині та Миколаївщині. Підрозділи: Донецький прикордонний загін, 1 ОБООВДО, 35 ОБрМП, 2 ОСБТрО, 1 ОБМП, 36 ОБрМП. |
|    | 1 грудня 2022     | 50                         |          | 4       |                                              | 14 оборонців Маріуполя, в тому числі 8 захисників «Азовсталі», деякі з врятованих — з ампутованими кінцівками або не мають можливості рухатися. Підрозділи: окрема президентська бригада, 36 ОБрМП, 12 БрОП, 72 ОМБр, 114 ОБТрО, 59 ОМпБр, 28 ОМБр, 79 ОДШБр, 56 ОМпБр, 37 ОМпБ, 107 ОЮрТрО, 115 ОМБр, 66 ОМБр, 66 ОМБр, 21 ОБрОГП, 25 ОПДБр, 109 ОБрТрО, 14 ОМБр, 501 ОБМП, 4 БрОП, 503 ОБМП, 21 ОМпБ, 74 ОРБ, 24 ОМБр, 34 ОМБ, 81 ОАмБр, 57 ОМпБр, 105 ОБрТрО, Мукачівський ТЦК та СП. |
|    | 6 грудня 2022     | 60                         |          | 15      |                                              | Серед звільнених (в День Збройних Сил України) двоє жінок (військовий медик та представниця ВМС), 34 оборонці Маріуполя, в тому числі 14 евакуйованих з «Азовсталі». |
|    | 14 грудня 2022    | 65                         | 1        | 4       |                                              | Більшість захоплена поблизу Бахмуту, Соледару, Зайцевого та в інших місцях Донеччини і Луганщини. Серед звільнених 35-річний громадянин США Суеді Мурекезі, уродженець Африки, якого окупанти захопили на початку літа за участь у мітингах у Херсоні. Щонайменше 23 воїни повернулися з пораненнями. |
|    | 31 грудня 2022    | 140                        |          | 22      | 118                                          | Захоплені на донецькому, луганському, харківському напрямках та в Київській області, двоє захисників о. Зміїний, один — Запорізької АЕС. Серед звільнених вісім жінок, 44 оборонці Маріуполя. |
| 36 | 8 січня 2023      | 50                         |          | 33      |                                              | [ 85 ] |
|    | 4 лютого 2023     | 116                        |          | 2       |                                              | Кількаетапна операція. 23 полонені мають поранення. Одна жінка. |
|    | 16 лютого 2023    | 100                        | 1        |         | 99                                           | Повернуто заступника міського голови міста Енергодара Івана Самойдюка (викраденого окупантами 19 березня 2022 року біля Благовіщенки). |
|    | 07 березня 2023   | 130                        |          |         |                                              | Чотири жінки. 87 осіб потрапили в полон у Маріуполі, зокрема, були евакуйовані з «Азовсталі». Решта — на Донецькому (в районі Бахмута та Соледара) та Луганському напрямках. Більшість з пораненнями та хворобами, набутими в боях та під час перебування в неволі. |
|    | 04 квітня 2023    | 12                         | 2        |         | 10                                           | [ 89 ] |
|    | 10 квітня 2023    | 100                        |          | 9       | 91                                           | 20 жінок-військовослужбовців |
|    | 16 квітня 2023    | 130                        |          |         | 130                                          | 48 зі 130 звільнених вважались зниклими безвісти; Україна передала Росії ще п'ятьох полонених мусульман |
|    | 7 травня 2023     | 45                         |          | 10      | 35                                           | Україна повернула захисників «Азовсталі», військовослужбовців НГУ, серед яких три жінки. Водночас, за повідомленнями МО РФ, Росії передали трьох льотчиків, взятих у полон торік. |
|    | 25 травня 2023    | 106                        |          | 8       | 98                                           | Усі потрапили в полон на Бахмутському напрямку, 68 осіб уважалися зниклими безвісти. Також репатрійовано тіла двох іноземців. 98 — ЗСУ, 7 — ДПСУ, 1 — ДССТУ. |
|    | 12 червня 2023    | 95                         |          | 2       | 93                                           | Семеро брали участь у місіях ГУР до оточеного Маріуполя на вертольотах. 55 — ЗСУ, 29 — НГУ, 11 — ДПСУ. |
|    | 6 липня 2023      | 47                         | 4        | 2       | 41                                           | Двоє дітей, мати яких (військовий медик) звільнена з полону в жовтні 2022 року. Двоє військовослужбовців уважалися зниклими безвісті. Цивільні — працівник «Азовсталі» та активіст із Херсона. ЗСУ — 29, НГУ — 10, ДПСУ — 4. |
| 48 | 7 серпня 2023     | 22                         |          | 2       |                                              | [ 96 ] |
| 49 | 3 січня 2024      | 230                        | 6        | 11      | 213                                          | Серед повернутих полонених — 48 вважалися зниклими без вісти. П'ять жінок, серед яких бойовий медик 36 ОБрМП. За інформацією російських джерел, передано 248 полонених плюс окремо 75 — в обмін на переданих влітку командирів оборонців «Азовсталі». |
| 50 | 31 січня 2024     | 207                        |          | 27      | 180                                          | Серед повернутих: 124 представники ЗСУ (у тому числі, 29 — Сили ТрО), 56 — НГУ, 26 — ДПСУ, 1 — НПУ. Окремо відмічається допомога Об'єднаних Арабських Еміратів. Обмін відбувся на тлі катастрофи Іл-76 24 січня 2024 року в районі Бєлгорода, РФ, у якій російське керівництво звинувачує Україну та повідомляє, що на борту літака перебували 65 українських військовополонених, яких доправляли до кордону для спланованого обміну.                                                    |
| 51 | 8 лютого 2024     | 100                        |          |         | 100                                          | 49 — НГУ, 25 — ДПСУ, 26 — ЗСУ |
| 52 | 31 травня 2024    | 75                         | 4        | 6       | 65                                           | 44 — ЗСУ, 21 — НГУ, 7 — ДПСУ, 4 — цивільні жінки |
| 53 | 25 червня 2024    | 90                         |          |         |                                              | 52 захисники Маріуполя, оборонці Чорнобильської АЕС та інші |
| 53 | 1 липня 2024      | 10                         |          |         |                                              | цивільні |
| 54 | 17 липня 2024     | 95                         |          | 7       | 88                                           | [ 100 ] [ 101 ] |
| 55 | 24 серпня 2024    | 115                        |          |         | 115                                          | усі звільнені — вісйськовослужбовці строкової служби |
| 56 | 13 вересня 2024   | 49                         |          | 19      | 23                                           | серед звільнених — 23 жінки (в тому числі, цивільні) |
| 57 | 14 вересня 2024   | 103                        |          | 21      | 82                                           | серед звільнених 23 «Азовці» |
| 58 | 18 жовтня 2024    | 95                         |          | 26      | 69                                           | серед звільнених — 48 засуджених в РФ до різних термінів ув'язнення (20 — до довічного) |
| 59 | 30 грудня 2024    | 189                        | 2        | 14      | 173                                          | [ 109 ] |
| 60 | 15 січня 2025     | 25                         | 1        |         | 24                                           | важкохворі; ЗСУ, ДПСУ |
| 61 | 5 лютого 2025     | 150                        |          | 18      | 132 (47 сержантів, 69 солдатів, 16 матросів) | серед звільнених — 108 представників ЗСУ, 22 — НГУ, 19 — ДПСУ, 1 — НПУ |
| 62 | 19 березня 2025   | 175/197                    |          | 9       | 166+22                                       | 22 воїна повернуто під час спеціальних заходів поза обмінами |
| 63 | 23 травня 2025    | 390                        | 120      |         | 270                                          | 3 жінки та 387 чоловіків |
| 64 | 24 травня 2025    | 307                        |          |         | 307                                          | [ 112 ] |
| 65 | 25 травня 2025    | 303                        |          |         | 303                                          | [ 113 ] |
| 66 |                   |                            |          |         |                                              | |
| 67 |                   |                            |          |         |                                              | |
| 68 |                   |                            |          |         |                                              | |
| 69 |                   |                            |          |         |                                              | |
| 70 |                   |                            |          |         |                                              | |

## Повернення тіл загиблих військовослужбовців
2 червня 2022 року в Запорізькій області відбувся перший офіційний обмін тілами загиблих військових за формулою «160 на 160». Щонайменше 52 з цих тіл вважаються останками захисників «Азовсталі» з полку «Азов». Повідомляється, що «операція проводилась Міністерством з питань реінтеграції тимчасово окупованих територій, ГУР МОУ, СБУ, ГШ ЗСУ та іншими силовими структурами України». 26 травня 2023 року Уповноважений з питань осіб, зниклих безвісти за особливих обставин Олег Котенко повідомив, що зі звільнених територій повернуто тіла понад 1500 загиблих воїнів.
Повідомлення про повернення тіл загиблих
| Дата              | Кількість | Загальна кількість                                                                              | Примітки |
| ----------------- | --------- | ----------------------------------------------------------------------------------------------- | --- |
| 2 червня 2022     | 160       |                                                                                                 | щонайменше 52 — тіла захисників «Азовсталі» |
| 21 червня 2022    | 35        |                                                                                                 | [ 118 ] [ 119 ] |
| 28 червня 2022    | 46        |                                                                                                 | 21 захисник «Азовсталі» |
| 12 липня 2022     | 30        | «понад 400»                                                                                     | [ 122 ] [ 123 ] |
| 19 липня 2022     | 45        |                                                                                                 | [ 124 ] |
| 16 серпня 2022    | 19        |                                                                                                 | [ 125 ] [ 126 ] |
| 1 жовтня 2022     |           | «понад 2,5 тисячі загиблих»: з непідконтрольних територій — 539, із зон бойових зіткнень — 2026 | [ 127 ] |
| 11 жовтня 2022    | 62        |                                                                                                 | повідомлення, серед яких військові, які загинули в Оленівці, та громадянин Ізраїлю Дмитро Фіалка, тренер львівської дитячої футбольної команди, що загинув 1 вересня під Бахмутом         |
| 25 жовтня 2022    | 25        |                                                                                                 | [ 132 ] [ 133 ] |
| 26 жовтня 2022    |           |                                                                                                 | передане тіло американського добровольця Джошуа Алана Джонса зі складу «Інтернаціонального легіону», що загинув 23 серпня 2022 року на Донеччині                                          |
| 8 листопада 2022  | 38        | 663                                                                                             | [ 134 ] [ 135 ] |
| 11 листопада 2022 | 2         |                                                                                                 | [ 77 ] |
| 22 листопада 2022 | 33        | 696 (721)                                                                                       | [ 136 ] [ 137 ] |
| 6 грудня 2022     | 49        | 827                                                                                             | [ 138 ] [ 139 ] |
| 27 грудня 2022    | 42        | 869                                                                                             | [ 140 ] [ 141 ] |
| 4 лютого 2023     |           |                                                                                                 | завершилася операція, в рамках якої повернуті тіла Євгена Куліка та іноземних волонтерів, Крістофера Метью Перрі (Велика Британія) і Ендрю Тобіаса Метью Бегшоу (Нова Зеландія)           |
| 10 лютого 2023    | 61        | 888 (?)                                                                                         | повідомлення. За даними Мінреінтеграції, загалом за період із 24 лютого 2022 по 10 лютого 2023 року вдалося повернути 888 тіл                                                             |
| 3 березня 2023    | 17        |                                                                                                 | [ 145 ] |
| 24 березня 2023   | 83        |                                                                                                 | [ 146 ] |
| 14 квітня 2023    | 82        |                                                                                                 | [ 147 ] |
| 5 травня 2023     | 80        |                                                                                                 | [ 148 ] |
| 25 травня 2023    | 2         |                                                                                                 | Тіла двох іноземців |
| 30 травня 2023    | 79        |                                                                                                 | [ 149 ] |
| 23 червня 2023    | 51        |                                                                                                 | [ 150 ] |
| 12 липня          | 19        |                                                                                                 | Тіла людей, які загинули в полоні |
| 14 липня 2023     | 62        |                                                                                                 | [ 152 ] |
| 4 серпня 2023     | 44        |                                                                                                 | [ 153 ] |
| 15 вересня 2023   | 51        | 1832                                                                                            | [ 154 ] |
| 6 жовтня 2023     | 64        |                                                                                                 | [ 155 ] |
| 30 жовтня 2023    | 50        |                                                                                                 | [ 156 ] |
| 20 листопада 2023 | 94        |                                                                                                 | [ 157 ] |
|                   |           |                                                                                                 | |
| 16 лютого 2024    | 58        |                                                                                                 | [ 158 ] |
| 15 березня 2024   | 100       |                                                                                                 | [ 159 ] |
| 29 березня 2024   | 121       |                                                                                                 | 12 — Луганський напрямок, 107 — Донецький, 2 — Запорізький |
| 31 травня 2024    | 212       |                                                                                                 | [ 161 ] |
|                   |           | уточнити                                                                                        | |
| 2 серпня 2024     | 250       |                                                                                                 | [ 162 ] |
| 18 жовтня 2024    | 501       |                                                                                                 | [ 163 ] |
| 8 листопада 2024  | 563       |                                                                                                 | 320 — Донецький напрямок, 89 — Запорізький напрямок, 154 — з російських моргів. За повідомленнями росіян, Україна передала 37 тіл.                                                        |
| 29 листопада 2024 | 502       |                                                                                                 | 397 — з Донецького напрямку, 24 — з Луганського, 64 — із Запорізького; 17 — із моргів. За повідомленнями росіян, Україна передала 48 або 52 тіла.                                         |
| 24 січня 2025     | 757       |                                                                                                 | 451 — з Донецького напрямку, 71 — з Бахмутського, 51 — з Вугледарського, 13 — з Луганського, 137 — із Запорізького, 34 — із моргів РФ. За повідомленнями росіян, Україна передала 49 тіл. |
| 14 лютого 2025    | 757       |                                                                                                 | За повідомленнями росіян, Україна передала 45 тіл. |
| 28 березня 2025   | 909       |                                                                                                 | За повідомленнями росіян, Україна передала 43 тіла. |
| 18 квітня 2025    | 909       |                                                                                                 | За повідомленнями росіян, Україна передала 41 тіло |
| 16 травня 2025    | 909       |                                                                                                 | |